# Jordi Brienni
Jordi Brienni (en llatí Georgius Bryennius, en grec antic Γεώργιος Βρυέννιος) va ser un oficial romà d'Orient, governador de les fortaleses de Stenimachus i Tzapaena, durant el regnat de l'emperador Andrònic II Paleòleg el vell.
L'any 1322 va recuperar la ciutat de Filipòpolis que havia caigut en mans de Todor Svetoslav I Terter emperador dels búlgars. Després va tenir el càrrec de magnus drungarius.